# Aspidoras pauciradiatus
Aspidoras pauciradiatus è un piccolo pesce d'acqua dolce appartenente alla famiglia Callichthyidae ed alla sottofamiglia Corydoradinae.

## Distribuzione

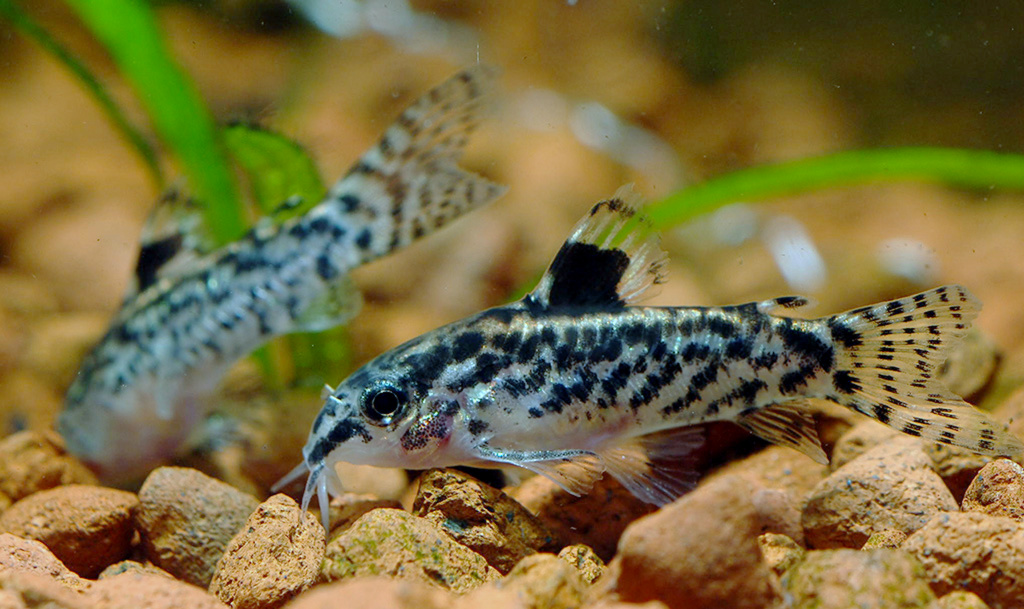
Aspidoras pauciradiatus

Proviene dal Sud America, soprattutto dal Brasile.

## Descrizione
Il corpo è beige o bianco, ricoperto da tantissime macchie irregolari nere. La testa è appuntita, ed all'estremità di essa ci sono dei barbigli. Anche le pinne trasparenti sono macchiate di nero, e la pinna dorsale presenta una macchia molto grande alla base.
Raggiunge al massimo i 4 cm. Nuota prevalentemente sul fondo. Le femmine sono più grosse dei maschi.

## Acquariofilia
Se tenuto con altri pesci piccoli e se vengono fatti cambi d'acqua regolari questo è un pesce adatto agli acquari di comunità. Va nutrito con cibi secchi che affondino prima che gli altri pesci dell'acquario li mangino e con cibo surgelato o vivo come le artemie. La temperatura consigliata è di circa 23°, i pH intorno a 6,5.
In acquario la riproduzione può essere indotta con acqua tenera ed acida. Le uova vengono deposte sulle piante.